# Жълтогръд капуцин
Жълтогръд капуцин (Cebus xanthosternos) е вид примат от семейство Капуцинови (Cebidae). Видът е критично застрашен от изчезване.

## Разпространение
Разпространен е в Бразилия (Баия).

## Описание
Дължината на опашката им е около 34 cm, а тази на ушите – към 2,5 cm.
Популацията на вида е намаляваща.